# Las Gabias
Las Gabias, también denominada coloquialmente Gabia, es un municipio español situado en la parte centro-sur de la comarca de la Vega de Granada, en la provincia de Granada, comunidad autónoma de Andalucía. Limita con los municipios de Vegas del Genil, Cúllar Vega, Churriana de la Vega, Alhendín, La Malahá, Chimeneas y Santa Fe. Por su término discurre el río Dílar.
El municipio gabirro es una de las treinta y cuatro entidades que componen el área metropolitana de Granada, y comprende los núcleos de población de Gabia Grande —capital municipal—, Híjar, Gabia Chica, Los Llanos, Pedro Verde y San Javier.
Cabe destacar que Las Gabias está en el puesto 20 del ranking de los municipios mayores de 10 000 habitantes con la edad media más baja de toda España: 34,3 años de edad. En 2016 Las Gabias superó la barrera de los 20 000 habitantes, lo que la convierte en el tercer municipio más poblado del área metropolitana granadina, solo superado por Granada y Armilla.

## Toponimia
El nombre de Gabia parece que procede del árabe Hisn Caviar, que significa torre militar, en alusión al que todavía existe en Gabia Grande.

## Historia
Para encontrar los primeros indicios de presencia humana en Las Gabias, hay que remontarse varios miles de años atrás, tal y como confirma la antigua Villa romana de Las Gabias. Con la dominación romana, la población se traslada a una zona cercana, donde se encuentra un importante asentamiento romano, del que se han descubierto las ruinas de un molino de aceite y algunas viviendas, pero lo único visible de la zona es un criptopórtico. Recientemente se han descubierto restos romanos en la pedanía de Híjar.

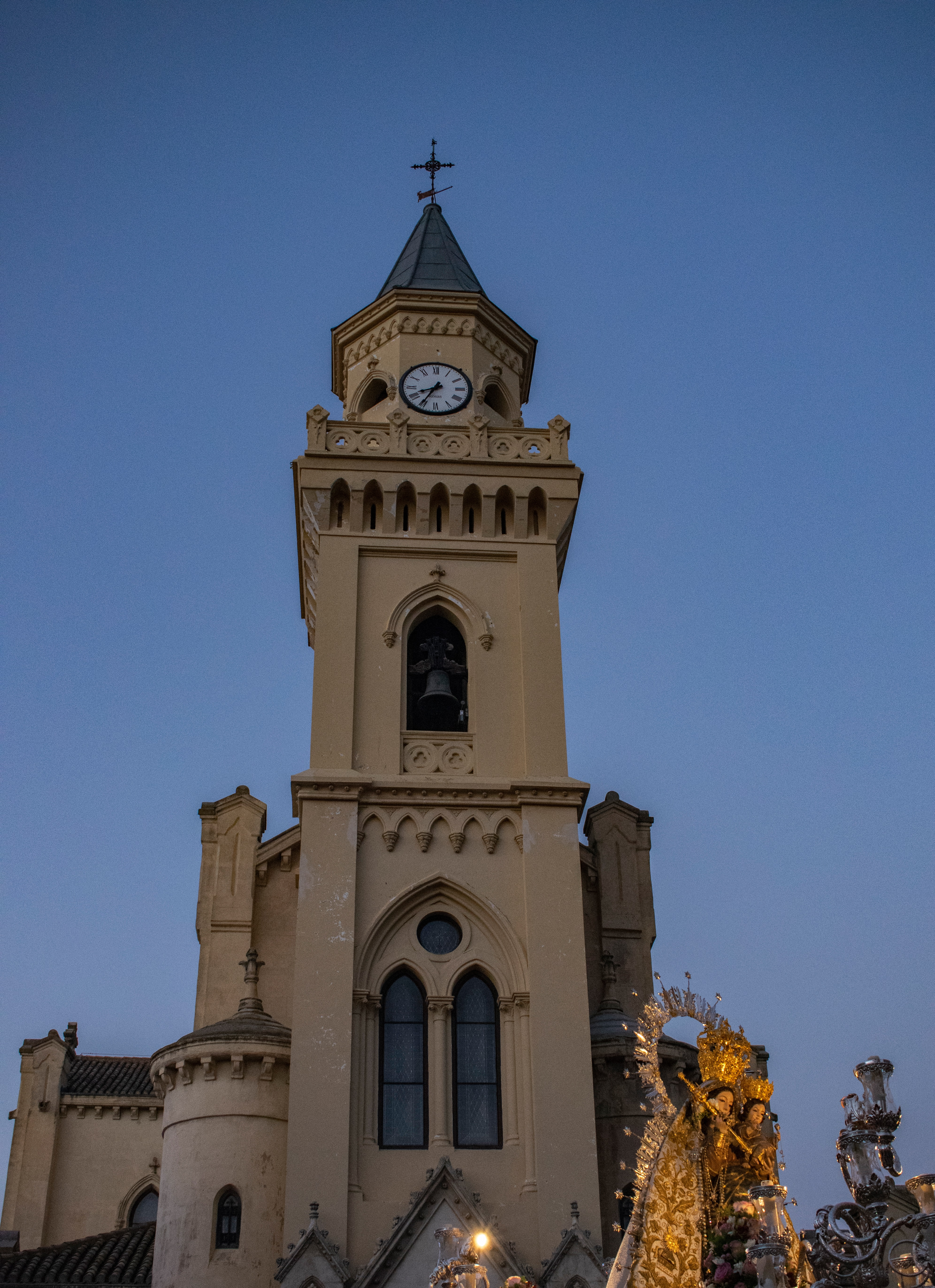
Parroquia de la Encarnación, en el centro de Gabia Grande

En época de dominación musulmana se denominaba Gaviar Alcobra al municipio. Según el historiador Almagro Cárdenas, la palabra Gabia proviene de Gaviar, que significa sitio abundante en hoyos, debido a que al parecer existía en este lugar una colonia ibérica destinada a explotar las canteras de yeso existentes en el cercano Montevive.
De la ocupación musulmana perdura el Torreón, una fortaleza árabe elevada en el centro de Gabia Grande. Históricamente el Torreón desempeñó un importante papel en la defensa de la ciudad de Granada hasta que en 1490 fue tomada por los cristianos. Ese mismo año el rey Fernando de Aragón mandó derribarla, aunque no se llegó a realizar.[cita requerida]
La historia moderna de Las Gabias comienza con la Reconquista cristiana y la repoblación llevada a cabo por Felipe II, llegando pobladores de distintos puntos de la península. En el siglo XVII los historiadores, al mencionar a ambos lugares, se refieren a Gavia la Grande y Gavia la Chica, sustituyendo en el siglo XIX la v por la b, y pasando a la denominación definitiva de Gabia Grande —con su anejo de Híjar— y Gabia Chica como dos municipios independientes, sin que en ningún caso apareciera el nombre de Las Gabias.
Hasta el siglo XIX el pueblo pertenecía al Condado de Gavia y era uno de los pueblos más prósperos e importantes de la provincia, con la industria de los tejares en auge y el cultivo de lino, cáñamo y remolacha, hasta que se impuso el cultivo del tabaco a comienzos del siglo XX.
La formación definitiva del municipio de Las Gabias se produjo en 1973, con la fusión entre los antiguos municipios de Gabia Grande y Gabia Chica.

## Geografía
Las Gabias tiene una superficie de 39 kilómetros cuadrados, diferenciada en dos grades zonas: vega y secano. El municipio se sitúa a una altitud media de 678 m s. n. m. y su cota máxima es de 812, perteneciente al cerro del Malpasillo. El término municipal está muy cerca del cerro Montevive, muy ligado a Las Gabias aunque no sea propio del municipio. En su término discurre el río Dílar, además de arroyos y barrancos como el del Salado, Las Andas o Los Barrancones.
Las Gabias está muy cerca de Sierra Nevada, lo que hace notable su variedad paisajística. En el propio municipio existen varias poblaciones: Gabia Grande, Híjar y Gabia Chica, además de otras pequeñas poblaciones como Los Llanos, Pedro Verde y San Javier. En el secano se cultivan almendros, olivos y trigo, y en la vega destaca el maíz, aunque anteriormente lo fueron otros cultivos como la remolacha o el tabaco.
| Noroeste: Santa Fe          | Norte: Vegas del Genil y Cúllar Vega | Noreste: Cúllar Vega       |
| Oeste: Santa Fe y Chimeneas | Puntos cardinales                    | Este: Churriana de la Vega |
| Suroeste: La Malahá         | Sur: La Malahá y Alhendín            | Sureste: Alhendín          |

### Clima
Las Gabias tiene un clima mediterráneo continentalizado, con inviernos fríos y veranos muy calurosos. Se produce una gran diferencia de temperaturas entre el invierno, con hasta -5 °C, y el verano de hasta 40 °C. La oscilación térmica del día a la noche es muy alta también, sobre todo en otoño y primavera. Las precipitaciones son relativamente bajas, sobre unos 400 mm al año, con época de sequía de junio a septiembre, y lluviosa sobre todo en otoño y primavera.
| Parámetros climáticos promedio de Base Aérea de Armilla | Parámetros climáticos promedio de Base Aérea de Armilla | Parámetros climáticos promedio de Base Aérea de Armilla | Parámetros climáticos promedio de Base Aérea de Armilla | Parámetros climáticos promedio de Base Aérea de Armilla | Parámetros climáticos promedio de Base Aérea de Armilla | Parámetros climáticos promedio de Base Aérea de Armilla | Parámetros climáticos promedio de Base Aérea de Armilla | Parámetros climáticos promedio de Base Aérea de Armilla | Parámetros climáticos promedio de Base Aérea de Armilla | Parámetros climáticos promedio de Base Aérea de Armilla | Parámetros climáticos promedio de Base Aérea de Armilla | Parámetros climáticos promedio de Base Aérea de Armilla | Parámetros climáticos promedio de Base Aérea de Armilla |
| Mes                                                     | Ene.                                                    | Feb.                                                    | Mar.                                                    | Abr.                                                    | May.                                                    | Jun.                                                    | Jul.                                                    | Ago.                                                    | Sep.                                                    | Oct.                                                    | Nov.                                                    | Dic.                                                    | Anual                                                   |
| ------------------------------------------------------- | ------------------------------------------------------- | ------------------------------------------------------- | ------------------------------------------------------- | ------------------------------------------------------- | ------------------------------------------------------- | ------------------------------------------------------- | ------------------------------------------------------- | ------------------------------------------------------- | ------------------------------------------------------- | ------------------------------------------------------- | ------------------------------------------------------- | ------------------------------------------------------- | ------------------------------------------------------- |
| Temp. máx. media (°C)                                   | 12.2                                                    | 14.1                                                    | 17.0                                                    | 18.8                                                    | 23.1                                                    | 28.8                                                    | 33.5                                                    | 33.2                                                    | 28.5                                                    | 21.9                                                    | 16.2                                                    | 13.1                                                    | 21.7                                                    |
| Temp. media (°C)                                        | 6.8                                                     | 8.4                                                     | 10.7                                                    | 12.6                                                    | 16.5                                                    | 21.3                                                    | 25.3                                                    | 25.1                                                    | 21.2                                                    | 15.7                                                    | 10.6                                                    | 7.9                                                     | 15.2                                                    |
| Temp. mín. media (°C)                                   | 1.3                                                     | 2.6                                                     | 4.3                                                     | 6.4                                                     | 9.8                                                     | 13.9                                                    | 17.1                                                    | 17.1                                                    | 14                                                      | 9.5                                                     | 5.1                                                     | 2.8                                                     | 8.7                                                     |
| Precipitación total (mm)                                | 44                                                      | 36                                                      | 37                                                      | 40                                                      | 30                                                      | 16                                                      | 3                                                       | 3                                                       | 17                                                      | 40                                                      | 46                                                      | 49                                                      | 361                                                     |
| Fuente: AEMET                                           |                                                         |                                                         |                                                         |                                                         |                                                         |                                                         |                                                         |                                                         |                                                         |                                                         |                                                         |                                                         |                                                         |

## Demografía
Las Gabias cuenta con una población de 23 318 habitantes (INE 2024).
| Gráfica de evolución demográfica de Las Gabias entre 1981 y 2021 |
| |
| Población de derecho según los censos de población del INE Población de hecho según los censos de población del INEEn 1973 aparece este municipio porque se fusionan los municipios Gabia la Chica y Gabia la Grande |

El municipio ha tenido un crecimiento constante durante varias décadas, si bien el crecimiento de los últimos años ha sido destacable. Pasó de tener 8577 en el año 2000 a 16369 en el año 2010. En 2016, el municipio superó la barrera de los 20 000 habitantes, lo que la convierte en el tercer municipio más poblado del área metropolitana de Granada, solo superado por Granada y Armilla.
Las Gabias se considera una ciudad dormitorio junto a otras localidades próximas, ya que se sitúa a tan solo 8 km de la capital provincial. Debido al famoso "boom inmobiliario" padecido en España en este siglo, en 2011 el municipio tenía 2632 viviendas vacías.
Del análisis de la pirámide de población se desprende que más del 25 % de los habitantes del municipio eran menores de veinte años y solo el 8 % mayores de sesenta y cinco. Asimismo, la pequeña diferencia de 0.50 en el sex ratio a favor de los varones se produce en los intervalos de edad situados entre los cero y los cincuenta años. Sin embargo la población de las mujeres era superior a la de varones a partir de los cincuenta y dos años.

### Población por unidades poblacionales (2018)
Ordenado de mayor a menor población.
| Unidad poblacional | Hab.   |
| ------------------ | ------ |
| Gabia Grande       | 14 000 |
| Híjar              | 5 500  |
| Gabia Chica        | 1 110  |
| Los Llanos         | 568    |
| Pedro Verde        | 527    |
| San Javier         | 369    |
| Diseminado         | 17     |
| Total              | 20 703 |

- Fuente: INE .

## Economía
Su economía se ha basado en las últimas décadas en la agricultura y la producción de ladrillos pero en la actualidad con la crisis de la construcción este último sector ha perdido peso y se están cerrando la mayoría de las fábricas de ladrillos. En la actualidad se ha convertido en una gran ciudad dormitorio y de servicios dentro del área metropolitana de Granada. Dispone del primer campo de golf completo de la provincia y del campo de Tiro Juan Carlos I. Antiguamente era un municipio en el que dominaba la agricultura, gracias a su vega, aunque ya muy pocas personas trabajan en este sector.
| Cultivos herbáceos | Superficie                            | 589 ha  |
| Cultivos herbáceos | Principal cultivo herbáceo de regadío | Maíz    |
| Cultivos herbáceos | Superficie cultivada de Maíz          | 85 ha   |
| Cultivos herbáceos | Principal cultivo herbáceo de secano  | Cebada  |
| Cultivos herbáceos | Superficie cultivada de Cebada        | 260 ha  |
| Cultivos leñosos   | Superficie                            | 1251 ha |
| Cultivos leñosos   | Principal cultivo herbáceo de regadío | Olivar  |
| Cultivos leñosos   | Superficie cultivada de Olivar        | 310 ha  |
| Cultivos leñosos   | Principal cultivo herbáceo de secano  | Olivar  |
| Cultivos leñosos   | Superficie cultivada de Olivar        | 645 ha  |

### Evolución de la deuda viva municipal
| Gráfica de evolución de Deuda viva del Ayuntamiento de Gabias (Las) entre 2008 y 2019                             |
| |
| Deuda viva del Ayuntamiento de Las Gabias en miles de euros según datos del Ministerio de Hacienda y Ad. Públicas |

## Administración y política
| Partido político                         | 2023  | 2023  | 2023       | 2019  | 2019  | 2019       | 2015  | 2015  | 2015       | 2011  | 2011  | 2011       | 2007  | 2007  | 2007       |
| Partido político                         | %     | Votos | Concejales | %     | Votos | Concejales | %     | Votos | Concejales | %     | Votos | Concejales | %     | Votos | Concejales |
| Partido Popular (PP)                     | 50,05 | 4653  | 12         | 33,55 | 2884  | 8          | 28,70 | 2325  | 5          | 43,66 | 3371  | 8          | 29,48 | 1809  | 5          |
| Partido Socialista Obrero Español (PSOE) | 27,40 | 2548  | 7          | 33,57 | 2800  | 8          | 34,25 | 2775  | 7          | 42,81 | 3305  | 8          | 61,54 | 3776  | 11         |
| Vox                                      | 9,14  | 850   | 2          | 6,25  | 538   | 1          | —     | —     | —          | —     | —     | —          | —     | —     | —          |
| Izquierda Unida (IU)-Para La Gente (PG)  | 2,74  | 255   | 0          | 7,46  | 642   | 1          | 5,73  | 464   | 1          | 10,36 | 800   | 1          | 6,49  | 398   | 1          |
| Ciudadanos (CS)                          | 1,50  | 140   | 0          | 14,92 | 1283  | 3          | 15,28 | 1238  | 3          | —     | —     | —          | —     | —     | —          |
| Ahora Sí (AHR)                           | —     | —     | —          | —     | —     | —          | 9,59  | 777   | 1          | —     | —     | —          | —     | —     | —          |

## Servicios

### Comunicaciones

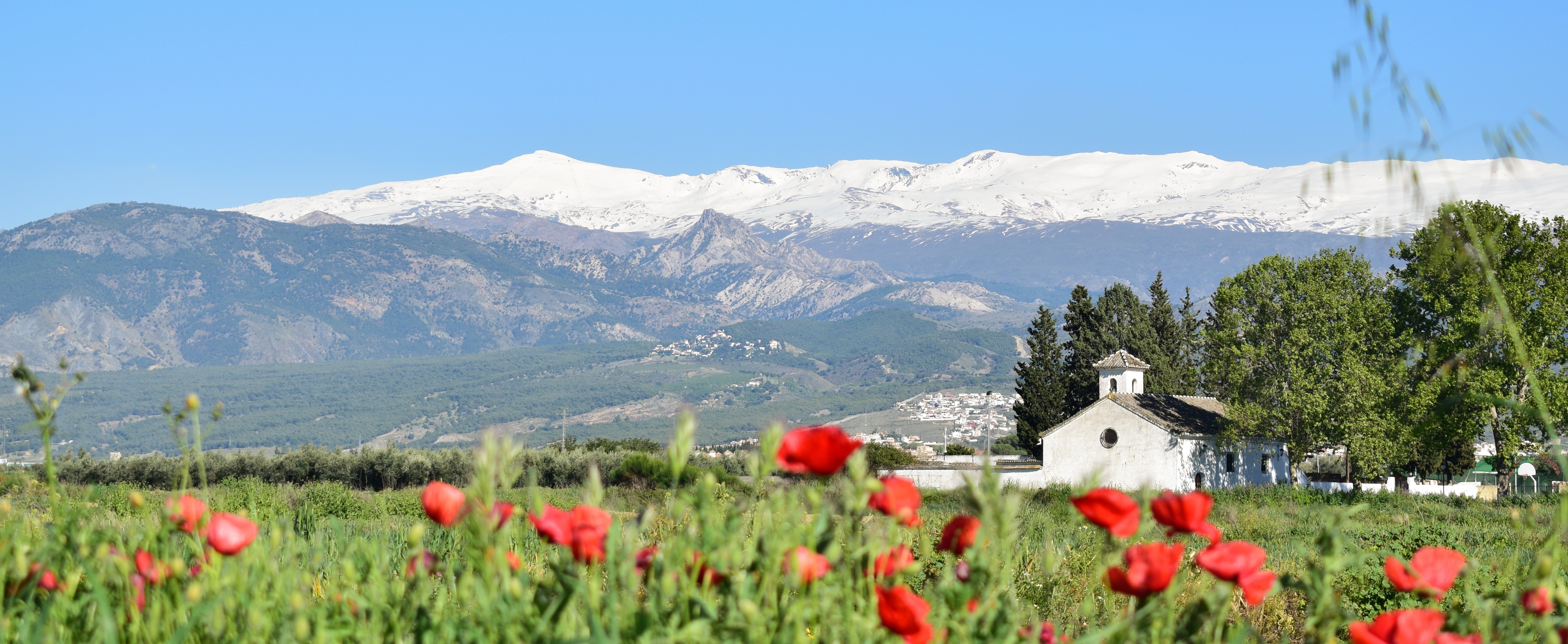
La iglesia de Gabia Chica, con Sierra Nevada al fondo

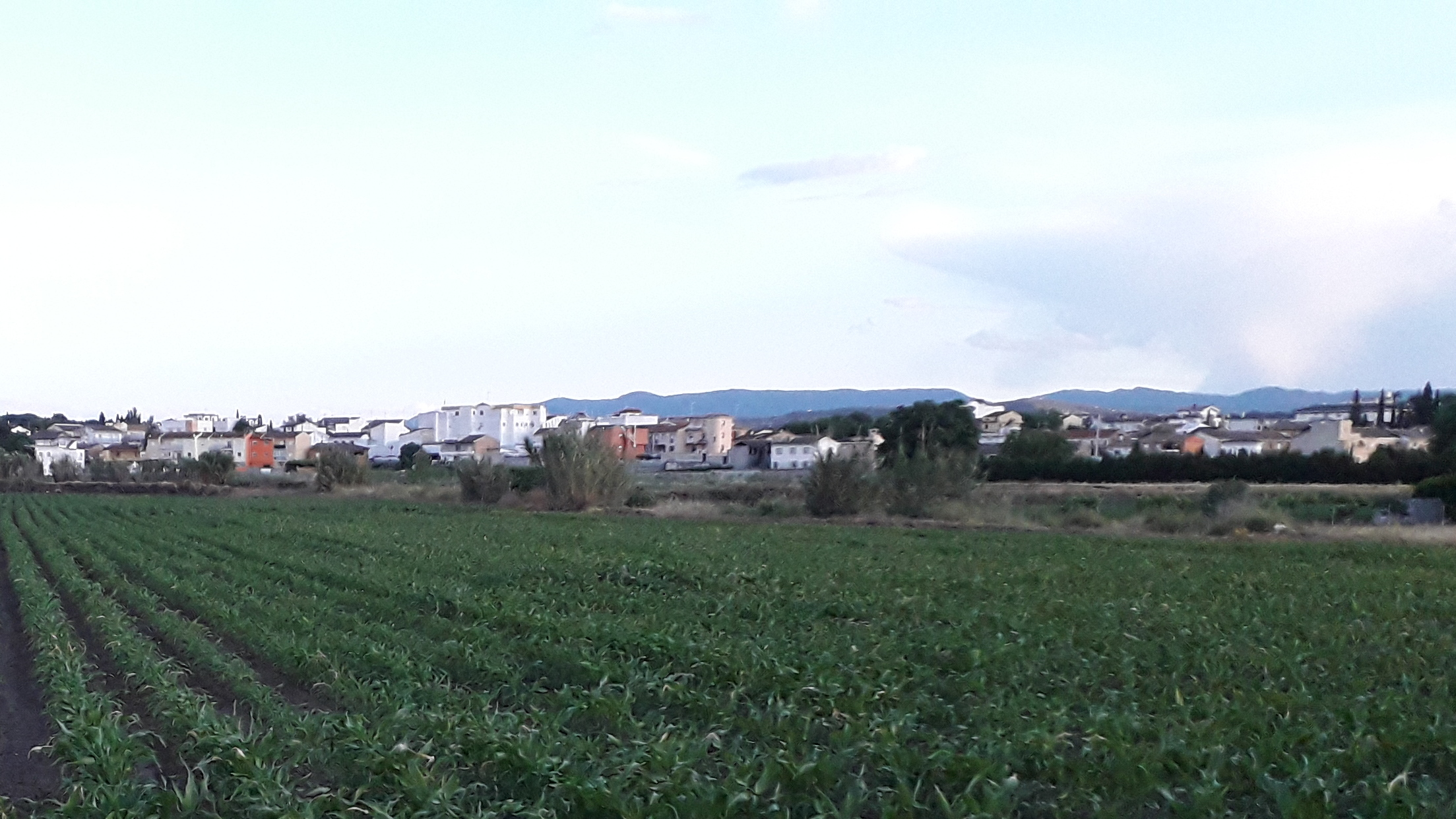
Vista de Las Gabias

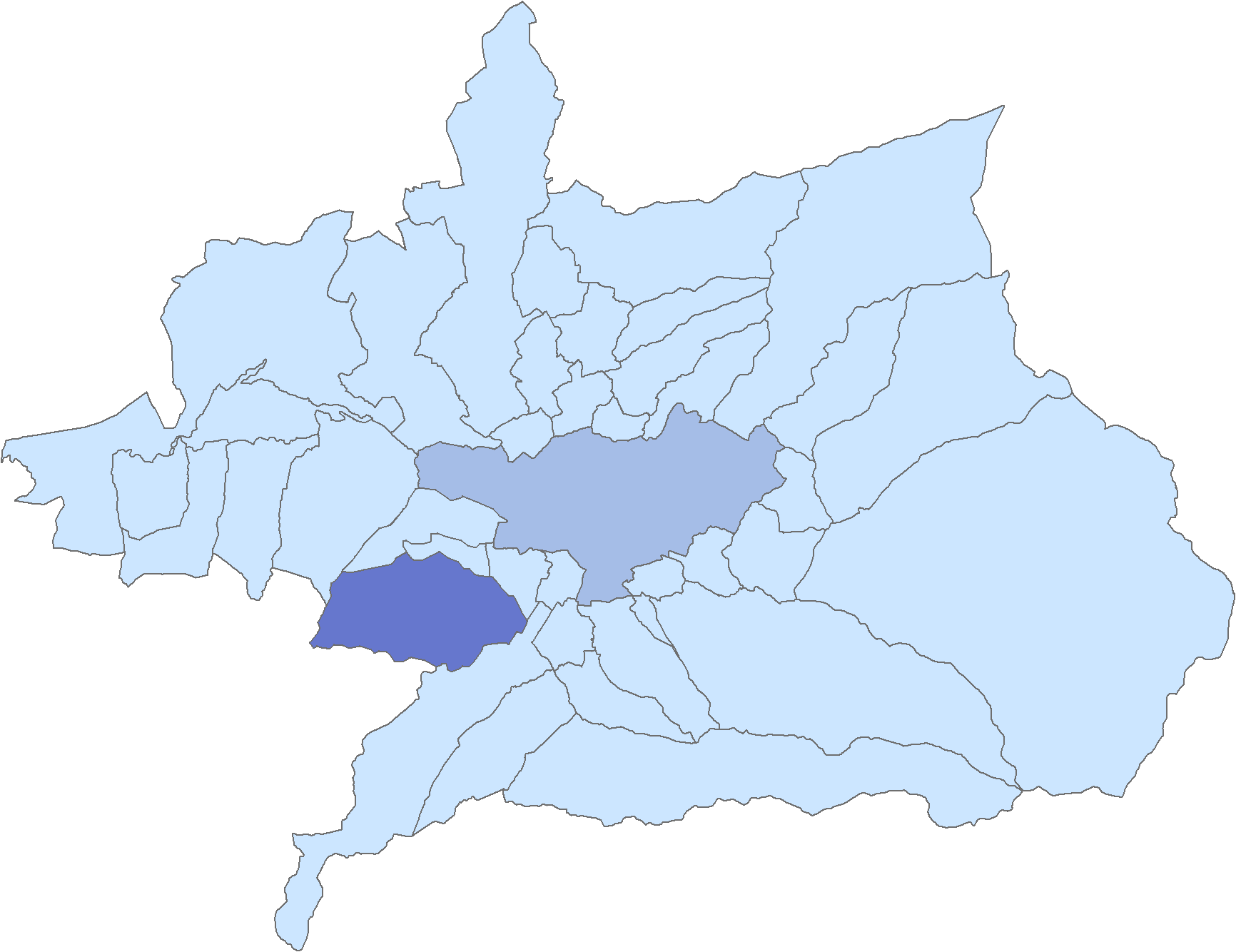
Situación de Las Gabias (en morado) respecto a la Vega de Granada. La ciudad de Granada en morado claro

La carretera A-338 conecta Gabia Grande con Churriana de la Vega, Armilla, Granada y Alhama de Granada.
En diciembre de 2020 se puso en funcionamiento la Segunda Circunvalación de Granada, variante exterior de la A-44 que pasa por la Vega granadina, incluido el municipio gabirro, lo que supuso una mejora en los accesos al mismo.
En verano de 2014 finalizaron las obras de la carretera entre Gabia Grande y Alhendín, que permitió no tener que pasar por el centro del núcleo alhendinense para ir a la autovía GR-30 dirección Motril.

#### Autobús
Actualmente existen cuatro líneas por donde pasan los autobuses del Consorcio de Transportes de Granada. Estas son las líneas que unen el centro de Granada con el municipio:
| Línea      | Recorrido                                               |
| ---------- | ------------------------------------------------------- |
| Línea 153  | Granada - Cúllar Vega - Vegas del Genil - Híjar         |
| Línea 156  | Granada - Armilla - Churriana de la Vega - Gabia Grande |
| Línea 157A | Granada - Armilla - Gabia Chica                         |
| Línea 157B | Granada - Armilla - Gabia Chica - Gabia Grande          |

Asimismo, se ha puesto en funcionamiento la línea 158, con recorrido directo entre la localidad y Granada.

#### Otros transportes
- El aeropuerto más próximo de uso público es el provincial, el aeropuerto Federico García Lorca. En el territorio del municipio se sitúa la Base Aérea de Armilla (Ala 78).
- El metro de Granada conecta los municipios de Albolote, Maracena y Armilla con Granada, en un futuro podría llegar el metro ligero también a Las Gabias.[15]
- La asociación de taxis del Cinturón de Granada presta servicio durante las veinticuatro horas del día.

## Patrimonio
Municipio de ocupación muy antigua, en 1922 se descubrió en su territorio una edificación subterránea que se corresponde con el criptopórtico de una villa romana. Anteriormente, fue identificada como baptisterio paleocristiano o cristiano-bizantino o quizá como mitreo, que podría datarse en la segunda mitad del siglo IV o primeros años del siglo V. También hay restos de una almazara romana y un torreón de construcción musulmana, que constituyó un punto fuerte de la defensa de la ciudad de Granada ante el avance cristiano desde Alhama de Granada.

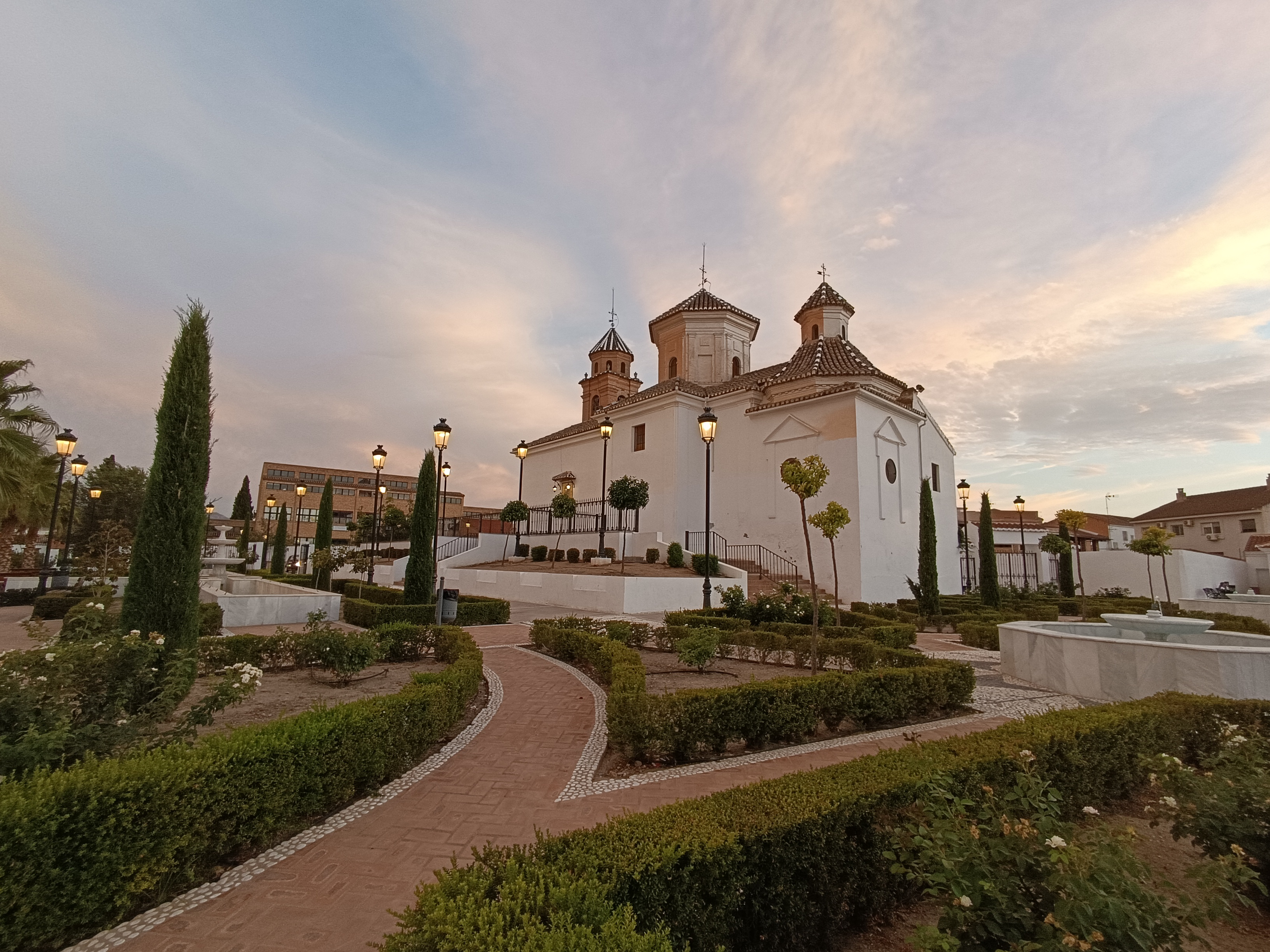
Ermita de la Virgen de las Nieves

También en el casco urbano de la localidad de Gabia Grande existe la parroquia del municipio, la iglesia de la Encarnación, de principios del siglo XX. Esta parroquia es de estilo neogótico, La antigua parroquia debido a un terremoto y al paso de los años, tuvo que ser demolida.
En el centro de esa misma localidad existe igualmente una ermita, del siglo siglo XVI, donde guarda culto la patrona del pueblo, la Virgen de las Nieves. A mediados del siglo siglo XIX se hizo el campanario que tiene en la actualidad.
En la localidad de Gabia Chica existe una iglesia del siglo XVI, de estilo bizantino, que da culto a la patrona de esa misma localidad, la Virgen del Rosario.

### Ermita de la Virgen de las Nieves
La ermita de la Virgen de las Nieves es una obra principal dentro del patrimonio artístico de Las Gabias. El edificio que se construyó entre los siglos XVI-XVIII, es de tipo basilical con planta de cruz latina.

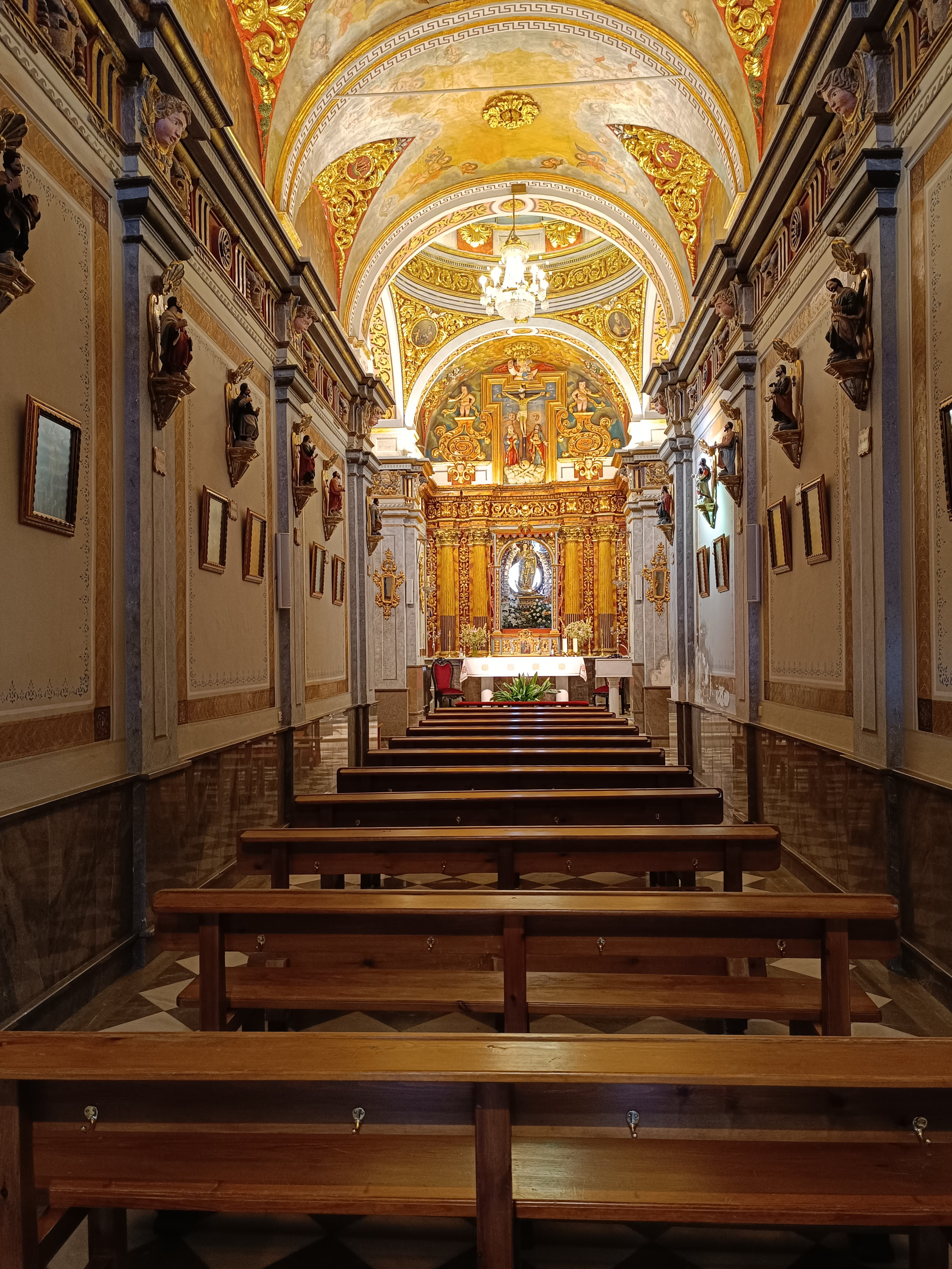
Interior de la ermita de la Virgen de las Nieves

En el interior destaca la gran cantidad de frescos que adornan el edificio. Los frescos representan principalmente ángeles o Putti de distintos tipos que llevan distintos símbolos que representan las letanías de la Virgen María: espejo de justicia, torre de marfil, estrella de la mañana… También hay un interesante grupo pictórico que representa distintos momentos de la Vida de la Virgen María, destacamos la Anunciación, la Visitación y la Inmaculada Concepción.
La cúpula central se encuentra realizada sobre tambor y pechinas. La cúpula también está decorada con frescos y esculturas de ángeles con símbolos de las letanías.
Las esculturas de la ermita también son muy interesantes. En la entrada del edificio se encuentran una Dolorosa y un Cristo atado a la columna. En el crucero están santa Lucía, san Cayetano, san Sebastián y san Antón. 

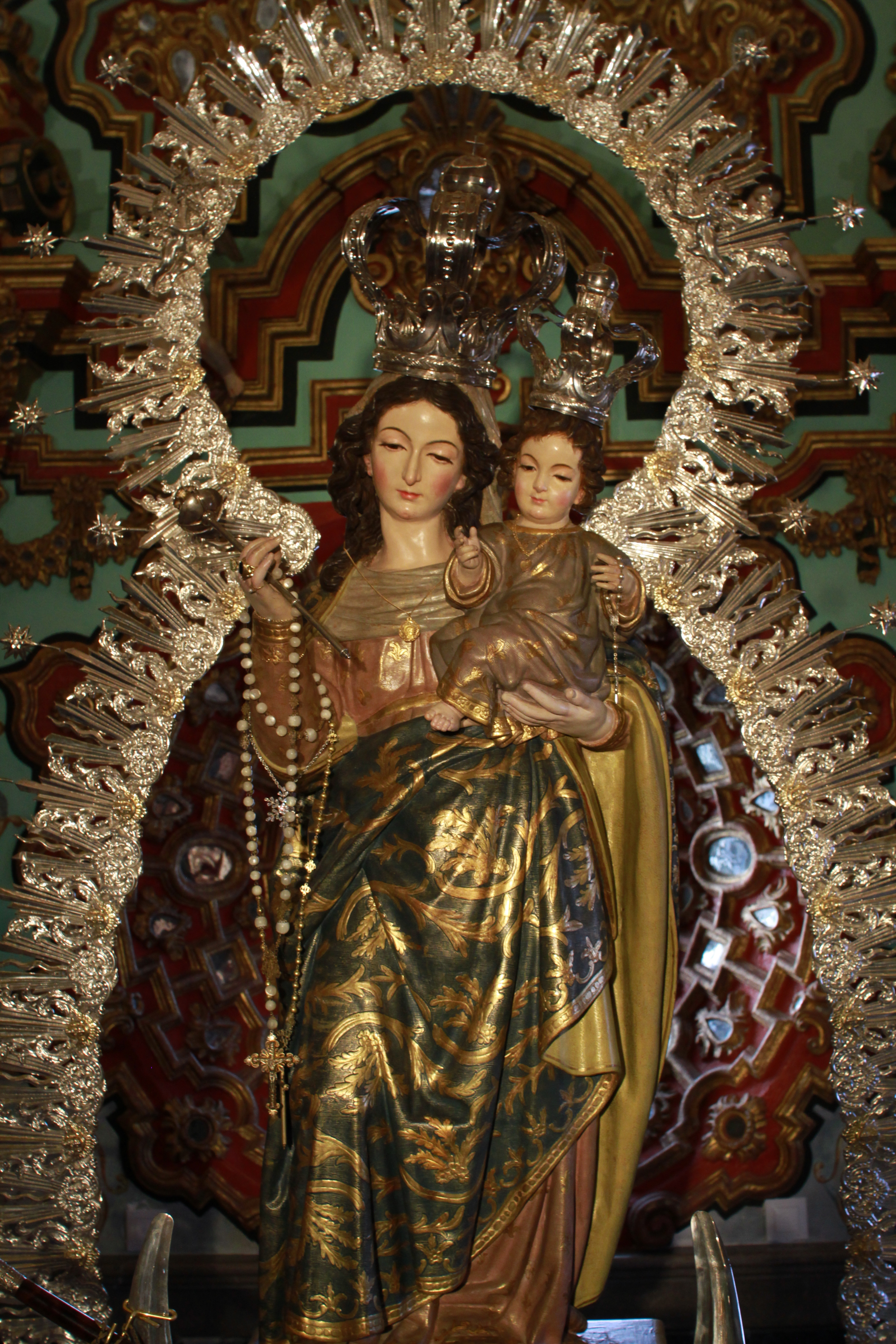
La Virgen de las Nieves de Bernabé de Gaviria

El retablo es un retablo-camarín en el que encontramos en la parte central la Virgen de las Nieves y en la parte superior el Calvario de Jesucristo. En el Calvario están la Virgen María, San Juan Evangelista, Jesús crucificado, en la parte superior Dios Padre con la bola del mundo y en la parte de abajo la calavera que representa a Adán, en la iconografía cristiana.
El Camarín es una habitación de pequeñas dimensiones rodeada por pinturas y espejos que crean una luminosidad especial. Son muy significativas los paisajes dibujados en el que se muestran escenas del municipio en el siglo XVIII.

### La Virgen de las Nieves
La Virgen de las Nieves es una talla de madera que centra toda la construcción arquitectónica. La Virgen sigue la línea de la escuela granadina de escultura, se representa a María con el Niño Jesús en los brazos, ambos coronados.
La obra la realizó Bernabé de Gaviria en 1615 tal y como se detalla en el contrato de creación de la obra de 1614 y que está en el archivo del colegio Notarial de Granada.
Una escena de la historia de la Virgen de las Nieves de las Gabias que se muestra continuamente en los frescos de la ermita hace referencia a un milagro que cuentan que aconteció cuando un marinero que había visto esta escultura estando viviendo un naufragio se puso bajo la advocación de la Virgen, siendo el único de la tripulación que se salvó. Tras este suceso, volvió a Las Gabias y le regaló un manto a la Virgen de las Nieves.

## Localidades hermanadas
- Tenjo, Colombia[21]